# 马拉杜
马拉杜（Maradu），是印度喀拉拉邦Ernakulam县的一个城镇。总人口40993（2001年）。

## 人口
该地2001年总人口40993人，其中男性20313人，女性20680人；0—6岁人口4313人，其中男2179人，女2134人；识字率85.28%，其中男性为87.23%，女性为83.36%。